# Laserkraft 3D

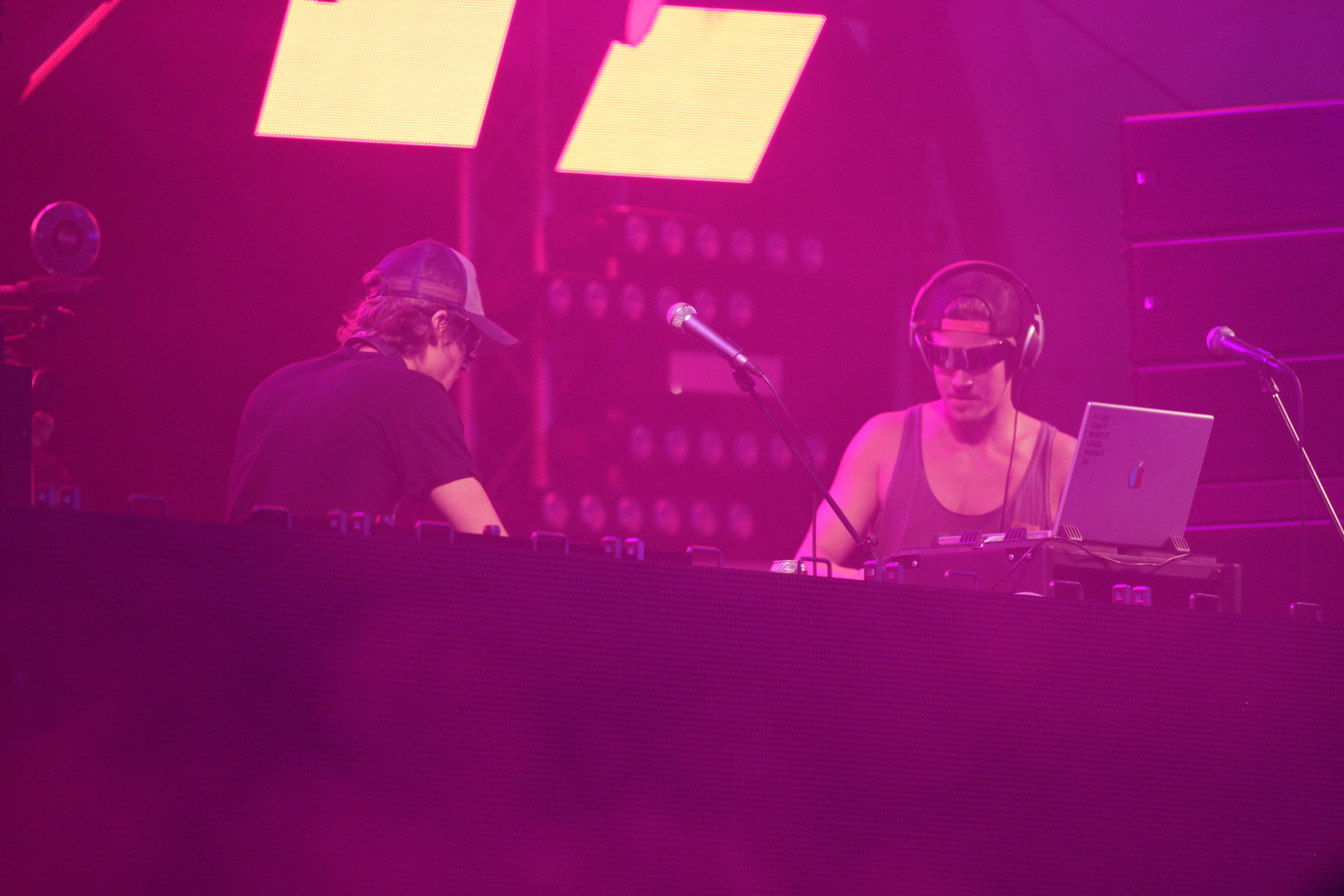
Laserkraft 3D bei der Nature One 2013

Laserkraft 3D ist ein deutsches Electro-House-Projekt aus Mannheim und Kaiserslautern. Mit ihrem Lied Nein, Mann! und dem dazugehörigen Musikvideo wurden sie über YouTube international bekannt. Bis heute konnten Laserkraft 3D rund 230.000 Platten in Deutschland verkaufen. Die meisten Verkäufe erreichten sie mit ihrer Single Nein, Mann!.

## Karriere
Niels Reinhard, früher auch bekannt als DJ Groovejuice, machte sich ab 2004 als DJ in der Schüler- und Studentenszene von Mannheim einen Namen. Später folgten Clubauftritte und regelmäßige Bookings als Resident-DJ im Deep in Heidelberg und im Mannheimer Ritzz.
Tim Hoffmann wurde 2005 als Frontsänger der Rockband Frayed Froods aus Kaiserslautern bekannt. Einflüsse aus den Bereichen Blues, Ska, Rock, Jazz und House prägten ihren Sound. Die Band löste sich 2007 auf.
Nach der Schule belegten Niels Reinhard und Tim Hoffmann an der Berufsakademie Mannheim den Studiengang Digitale Medien. Zusammen mit weiteren Kommilitonen drehten sie dort 2008 im Rahmen des Projekts Solo2070 den Kurzfilm Soloaufnahmen, der über die Hochschule hinaus Aufmerksamkeit erregte. Darüber hinaus war Niels Reinhard auch Autor und Regisseur einer mehrteiligen Campus-Soap und verschiedener Kurzfilme.
Ab 2009 taten sich Niels Reinhard und Tim Hoffmann unter dem Namen Laserkraft 3D zusammen. Sie arbeiteten mit Hilfe ihrer Erfahrungen aus dem DJ- und Rockbandbereich einen elektronischen (Bühnen-)Liveact aus. Erstmals machten die beiden mit dem Stück Polyester auf sich aufmerksam. Bereits mit ihrem zweiten Titel Nein, Mann! hatten sie 2010 einen großen Erfolg. Dabei verbanden sie die Musik und ihre Kurzfilmerfahrung aus dem gemeinsamen Studium und drehten ihr eigenes Musikvideo, in dem sie mit Piktogrammen und Schwarzlicht-Effekten den Sprechgesang des Stücks filmisch darstellten. Ihr Video löste einen viralen Hype aus und wurde bei YouTube mehr als 45 Millionen Mal (Stand: Februar 2024) aufgerufen.
Das Lied stieg im August bis auf Platz 1 der Deutschen Dance-Charts und wurde danach auch als Single veröffentlicht. Anfang September stieg es direkt in die Top 10 der deutschen und der österreichischen Singlecharts ein. Auch in der Schweiz, den Niederlanden und Belgien konnte sich Nein, Mann! platzieren.
Laserkraft 3D tourte vor allem in Europa, aber auch in Mexiko und Aserbaidschan. 2011 bis 2013 spielten sie auf der Mainstage eines der größten europäischen Festivals für elektronische Musik, der Nature One und waren auf internationalen Festivals, wie SonneMondSterne, Urban Art Forms Festival und Time Warp Festival vertreten. Niels Reinhard und Tim Hoffmann führten bei ihren Musikvideos Regie und produzierten die meisten ihrer Videos und Medien, wie Artworks, audiovisuelle Medien oder das Showdesign, selbst.
2013 produzierte Laserkraft 3D den Titelsong für die Internet-Sommerkampagne „Trink ‘ne Coke mit…“ von Coca-Cola Deutschland. In einer Kooperation erstellten sie zusammen mit der Agentur brandnewmusic und dem Filmemacher Kamerapferd das interaktive Musikvideo Dancing Bottles, bei dem der Zuschauer des Videos bestimmten konnte, welche Namen auf den Coca-Cola-Flaschen stehen sollen. An der Abschlussveranstaltung der Kampagne spielten am Brandenburger Tor in Berlin zum Tag der Deutschen Einheit verschiedene Künstler, wie Y-Titty und auch Laserkraft 3D, die über das Internet bekannt geworden sind. Das Coke Festival of Happiness lockte insgesamt rund 700.000 Besucher an das Brandenburger Tor. Ab 2014 blieb es dann ruhig um das Projekt Laserkraft 3D, bis sie am 26. August 2016 die Single Egal wohin auf WePlay und Warner Music Germany veröffentlichten.

## Mitglieder
- Niels Reinhard (* 16. April 1987)
- Tim Hoffmann (* 9. Oktober 1986[14])

## Diskografie
Singles
- Polyester EP (120dB Records 2010)
- Nein, Mann! (120dB Records / Weplay / Sony Music 2010)
- Weightless (120dB Records / Weplay / Sony Music 2011)
- Musik (Weplay 2012)
- Urlaub (Weplay 2012)
- Voyager I feat. The Goooniez (Weplay 2013)
- Jumpin’ (Weplay 2013)
- Blacklight District feat. Max Mostley (Weplay 2014)
- Egal wohin (WePlay / Warner Music Germany 2016)

Remixes
- Wishes & Dreams – Changes (Laserkraft 3D Remix) (120db Records 2010)
- Grum – Through the Night (Laserkraft 3D Remix) (Heartbeats / WePLAY 2010)
- Robyn – Indestructible (Laserkraft 3D Remix) (Konichiwa Records 2010)
- Pizzaman – Sex on the Streets (Laserkraft 3D Remix) (Armada Music / Zouk 2011[17])
- Pleasurekraft – Carny (Laserkraft 3D Remix) (Kontor Records 2011)
- Da Fresh – Yesterday (Dabruck & Klein vs. Laserkraft 3D Remix) (Armada Music / Zouk 2011)
- Tube & Berger – Free Tribe (Laserkraft 3D Remix) (WePLAY Music & Management 2011)
- ATB – Heartbeats (Laserkraft 3D Remix Vocal Edit) (Kontor Records 2011)
- Tocadisco – TIM3 (Laserkraft 3D Remix) (Toca45 Recordings 2012)
- Stefan Dabruck – Saturn (Laserkraft 3D Remix) (Armada Music 2012)
- Kris Menace feat. The Kiki Twins – We Are (Laserkraft 3D Remix) (WePLAY Music & Management 2012)
- Tom Wax & Marusha – Summertime (Laserkraft 3D Remix) (WePLAY Music & Management 2012)
- Melanie Morana – Girls On Top (Laserkraft 3D’s Bad Girls Remix) (WePLAY Music & Management 2013)
- Chris Valentino – Around The World (Laserkraft 3D Remix) (Sony Music Entertainment Germany 2013)
- Falko Niestolik & BK Duke – Guns & Girls (Laserkraft 3D Remix) (WePLAY Music & Management 2014)
- Joachim Deutschland & Tom Franke – Marie (Laserkraft 3D Remix) (WePLAY Music & Management 2014)
- Mando Diao – Sweet Wet Dreams (Laserkraft 3D’s Wet Remix) (Sony Music 2014)
- Mando Diao – Sweet Wet Dreams (Laserkraft 3D’s Sweet Remix) (Sony Music 2014)
- Laserkraft 3D feat. Max Mostley – Blacklight District (Laserkraft 3D’s Max. Remix) (WePLAY Music & Management 2014)
- Scooter – Fire (Laserkraft 3D Remix) (Kontor Records 2015)

## Auszeichnungen
Raveline Leserpoll
- 2010: in den Kategorien „Bester Newcomer“, „Bester Track“ (Nein, Mann!) und „Nervigster Track“ (Nein, Mann!)

Comet
- 2011: in der Kategorie „Bester Partysong“ (Nein, Mann!)

Deutscher Musik Fach-Award (Drums.de)
- 2013: in der Kategorie „Bestes Video“ (Urlaub)

 Effie Award
- 2014: „gold“ in der Kategorie „most effective campaign“ via Coca-Cola Deutschland & Scholz & Volkmer (Jumpin’)

## Nominierungen
Comet
- 2011: in der Kategorie „Bestes Video“ (Nein, Mann!)

Echo
- 2011: in der Kategorie „Bestes Video national“ (Nein, Mann!)

1 Live Krone
- 2010: in der Kategorie „Bester Song“ (Nein, Mann!)